# Campionato georgiano di football americano 2017
Il Campionato georgiano di football americano 2017 è la prima edizione dell'omonimo torneo di football americano organizzato dalla GAFF.
Ha avuto inizio il 10 giugno e si è conclusa il 1º ottobre con la finale di Rustavi vinta per 18-12 dagli Tbilisi Crusaders sui Rustavi Steelers.

## Squadre partecipanti
| Club              | Città    | Stadio | Sponsor ufficiale |
| ----------------- | -------- | ------ | ----------------- |
| Kutaisi Lions     | Kutaisi  |        |                   |
| Mtskheta Iberia   | Mtskheta |        |                   |
| Rustavi Steelers  | Rustavi  |        |                   |
| Tbilisi Crusaders | Tbilisi  |        |                   |

## Stagione regolare

### Calendario

#### 1ª giornata
| 10 giugno 2017, ore 16:00 | Tbilisi Crusaders | 20 – 6 | Rustavi Steelers |  |

| 10 giugno 2017, ore 16:00 | Mtskheta Iberia | 0 – 10 | Kutaisi Lions |  |

#### 2ª giornata
| 17 giugno 2017, ore 17:00 | Rustavi Steelers | 28 – 16 | Mtskheta Iberia |  |

| 18 giugno 2017, ore 17:00 | Kutaisi Lions | 13 – 9 | Tbilisi Crusaders |  |

#### 3ª giornata
| 24 giugno 2017, ore 17:00 | Tbilisi Crusaders | 41 – 12 | Mtskheta Iberia |  |

| 25 giugno 2017, ore 17:00 | Kutaisi Lions | 34 – 12 | Rustavi Steelers |  |

#### 4ª giornata
| 9-10 settembre 2017 | Rustavi Steelers | 18 – 12 | Tbilisi Crusaders |  |

| 9-10 settembre 2017 | Kutaisi Lions | 13 – 13 | Mtskheta Iberia |  |

#### 5ª giornata
| 16 settembre 2017 | Mtskheta Iberia | 6 – 28 | Rustavi Steelers |  |

| 17 settembre 2017 | Tbilisi Crusaders | 30 – 6 | Kutaisi Lions |  |

#### 6ª giornata
| 23 settembre 2017 | Mtskheta Iberia | 0 – 21 | Tbilisi Crusaders |  |

| 24 settembre 2017 | Rustavi Steelers | 27 – 6 | Kutaisi Lions |  |

### Classifica
La classifica della regular season è la seguente:
- PCT = percentuale di vittorie, G = partite giocate, V = partite vinte, N = partite pareggiate, P = partite perse, PF = punti fatti, PS = punti subiti

| Pos. | Squadra           | PCT  | G | V | N | P | PF  | PS  |
| ---- | ----------------- | ---- | - | - | - | - | --- | --- |
| 1    | Tbilisi Crusaders | .667 | 6 | 4 | 0 | 2 | 133 | 55  |
| 2    | Rustavi Steelers  | .667 | 6 | 4 | 0 | 2 | 119 | 92  |
| 3    | Kutaisi Lions     | .583 | 6 | 3 | 1 | 2 | 82  | 91  |
| 4    | Mtskheta Iberia   | .083 | 6 | 0 | 1 | 5 | 47  | 141 |

## Finale I
| Rustavi 1º ottobre 2017, ore 17:00 | Tbilisi Crusaders | 18 – 12 | Rustavi Steelers | Stadio del rugby "Kharebis" |

## Verdetti
- Tbilisi Crusaders Campioni della Georgia 2017